# Лесовой, Михаил Павлович
Михаил Павлович Лесовой (4 января 1935 — 28 мая 2017) — доктор биологических наук, академик Украинской академии аграрных наук.

## Биография
Родился в селе Коврай (ныне Золотоношского района Черкасской области). Окончил Украинскую сельскохозяйственную академию (1959).
Трудовая и научная деятельность:
- 1959—1961 зав. фитопатологическим отделением кафедры фитопатологии Украинской СХА в учхозе «Митниця» Васильковского района Киевской области
- 1961—1964 аспирант
- 1964—1986 младший научный сотрудник, зав. отделом фитопатологии, зав. лабораторией иммунитета сельскохозяйственных растений Украинского НИИ защиты растений
- 1986—2003 директор Института защиты растений Украинской академии аграрных наук (Киев)
- 2003—2011 советник дирекции того же института
- 2011 — зав. лабораторией защиты растений от болезней.

Кандидатская диссертация (1964) — «Химические способы борьбы с пероноспорозом табака в закрытом и открытом грунте» (за эту работу награждён бронзовой медалью ВДНХ).
Докторская диссертация (1979) — «Особенности паразитизма Puccinia trіtісіnа Erikss. и закономерности наследования иммунологических реакций пшеницы к патогену».
Автор и соавтор 5 монографий, 7 учебных пособий.

## Награды
- 1984 профессор по кафедре фитопатологии и защиты растений
- 1988—1991 член-корреспондент ВАСХНИЛ (затем иностранный член РАСХН [с 2014 — Российской академии наук])
- 1990 — академик УААН
- 2000 — иностранный член Польской академии наук
- 1992 — лауреат Государственной премии Украины в области науки и техники
- 1998 — заслуженный деятель науки и техники Украины.

## Сочинения
- Методические указания по фитопатологической оценке селекционного материала / соавт. В.И. Шкаденко; Укр. НИИ растениеводства, селекции и генетики. — Харьков, 1976. — 38 с.
- Болезни сельскохозяйственных культур: в 3 т. / соавт.: В.Ф. Пересыпкин и др. — Киев: Урожай, 1989. Т. 1: Болезни зерновых и зернобобовых культур. — 213 с.
- История развития и проблемы защиты растений / соавт.: А.Ф. Ченкин и др. — М., 1997. — 332 с.
- Яровые масличные культуры / соавт.: Д. Шпаар и др. — Минск: ФУАинформ, 1999. — 288 с.